# Asch-Schibani-Schule

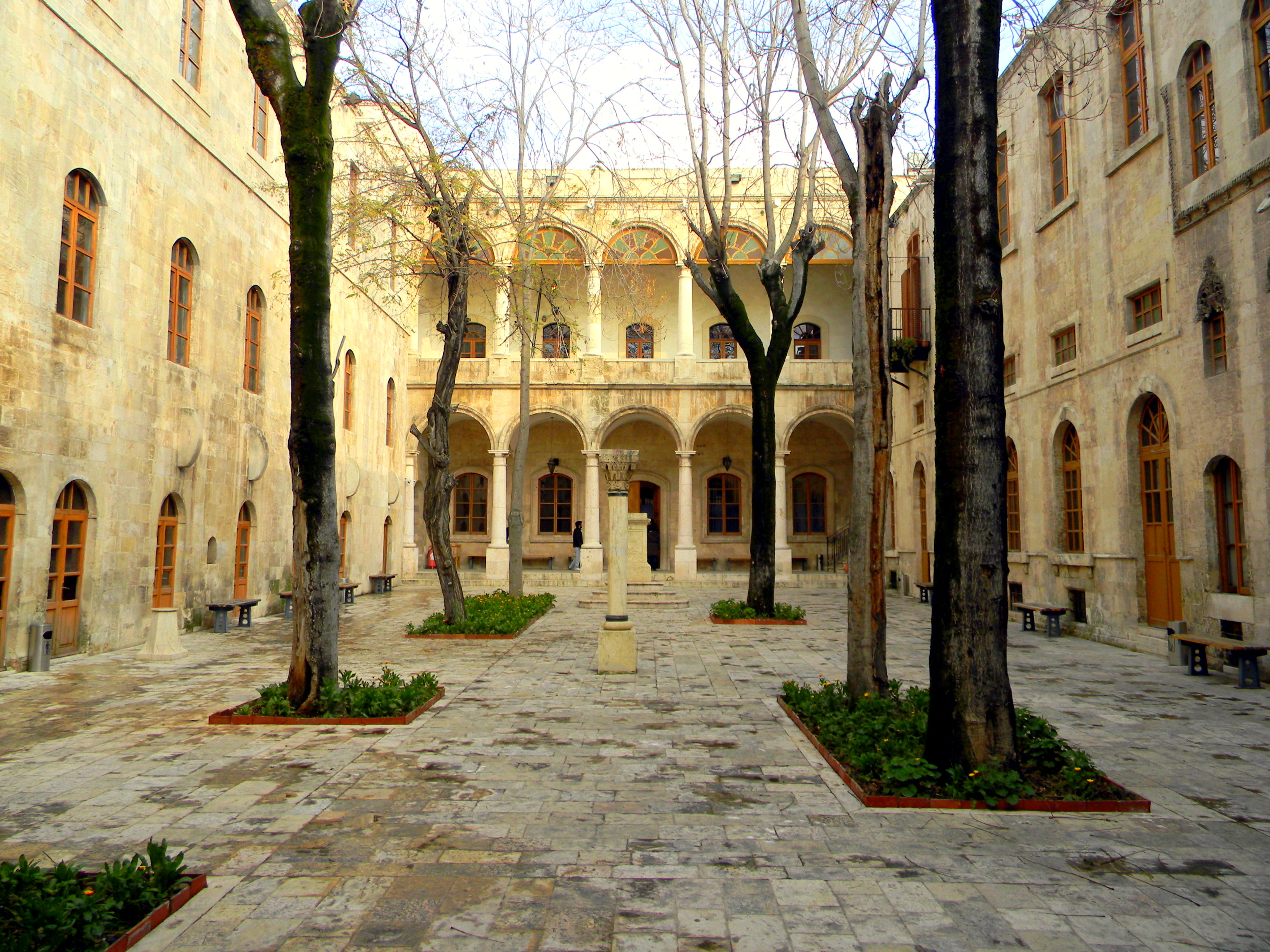
Innenhof der asch-Schibani-Schule

Die asch-Schibani-Schule (arabisch مدرسة الشيباني, DMG madrasat aš-Šībānī; auch al-Schibani) ist eine syrische Kultur- und Bildungsstätte in Aleppo. In der asch-Schibani-Schule befindet sich unter anderem die Nebenstelle des deutschen Goethe-Instituts in Syrien und eine Außenstelle der Aga-Khan-Stiftung. Des Weiteren ist ein Museum in diesem Komplex zur Geschichte Aleppos untergebracht. Das Bauwerk besteht aus zwei Stockwerken.

## Geschichte des Bauwerks
Das Bauwerk diente in vorislamischer Zeit als Kirchengebäude. Nach der Islamisierung Aleppos wurde es als islamische Bildungseinrichtung genutzt. Im 12. Jahrhundert wurde es neu errichtet. Im 17. Jahrhundert wurde das Gebäude von der asch-Shibani-Familie erworben und in dieser Zeit als Chan asch-Schibani benannt. Im 19. Jahrhundert wurde es vom römisch-katholischen französischen Franziskanerorden erworben, die dort das Terre-Sainte College einrichteten. Die Restaurierungsarbeiten begannen 1853 und das College eröffnete 1859. Der ganze Bauwerkkomplex wurde erst 1879 vollständig restauriert. Im 19. Jahrhundert und zu Beginn des 20. Jahrhunderts hatte das College maßgeblichen Einfluss auf die Bildungs- und Politikerschicht in Syrien. 1934 wurden große Teile des Bauwerkkomplexes abgerissen und das College der Franziskaner zog in den damals teilweise christlich geprägten Stadtteil al-Aziziyya.
1967 wurde das College in das syrische Partisans Enrollment Institute der Baath-Partei umgewandelt. Später fiel der Gebäudekomplex dann an die syrische Regierung und wurde als Tabakwarenhaus genutzt. 2001 begann das deutsche Bundesministerium für wirtschaftliche Zusammenarbeit und Entwicklung in Zusammenarbeit mit der syrischen Regierung den Gebäudekomplex umzuwandeln und erneut in Erinnerung seiner historischen Wurzeln als Bildungsstätte zu nutzen. Im Dezember 2006 wurden die Umbauarbeiten beendet.